# Lucerna (cantão)
O Cantão de Lucerna (alemão: Kanton Luzern) é um cantão no centro da Suíça, em torno da cidade do mesmo nome.

## Geografia
O Cantão de Lucerna está localizado no meio da Suíça. O Cantão é atravessado pelo Rio Reuss e pelo Rio Kleine Emme. O território limita-se ao norte com os Alpes suíços. A montanha mais alta do Cantão de Lucerna é o Brienzer Rothorn com 2350 metros de altitude. A área do cantão é de 1493 km².
O cantão faz fronteira com os cantões de Schwyz, Obwald (Alta Unterwalden), Nidwald (Baixa Unterwalden), Argóvia, Berna e Zug

## História
O Cantão de Lucerna compreende os territórios conquistados por sua capital. Tornou-se membro da confederação em 1332 e pertenceu à  República Helvética entre 1798 e 1803. Depois desse período, o cantão torna-se independente. Os lucerneses tentam manter sua independência, mas são derrotados pelas tropas da Confederação. O cantão volta à Confederação em 1848, e desde então tem sido membro dela.

## Economia
Aproximadamente nove décimos do território de Lucerna é produtivo. A agricultura tem um papel importante, visto que a indústria está pouco desenvolvida. Os produtos mais importantes são: cultivos, frutas e pecuária. A indústria se concentra nos tecidos, maquinaria, papel, madeira, tabaco e produtos metalúrgicos.
O turismo é muito importante. O Cantão de Lucerna é um destino perfeito para as férias, tem os Alpes, e tem uma importante rota de trens e automóveis entre a Alemanha e a Itália.

## Distritos e municípios
O cantão possui 96 comunas (em 1 de janeiro de 2007) distribuídas em cinco distritos (em alemão: Ämter, singular: Amt):